# Matka Królów (film)
Matka Królów – polski film polityczny z 1982 roku w reżyserii Janusza Zaorskiego, nakręcony na podstawie powieści Kazimierza Brandysa z 1957 roku pod tym samym tytułem. Główną bohaterką filmu jest Łucja Król (Magda Teresa Wójcik), matka czterech synów reprezentujących różne postawy wobec rządów sanacji, wybuchu II wojny światowej oraz następującego po jej zakończeniu terroru stalinowskiego.

## Fabuła
Akcja filmu rozpoczyna się w 1933 roku. Straciwszy męża, praczka Łucja Król samotnie wychowuje czterech synów: Klemensa, Zenona, Romana i Stanisława. Zaprzyjaźnia się z komunistą pochodzenia żydowskiego, doktorem Lewenem. Niebawem do Łucji przychodzi podkomisarz Jagosz z policji śledczej, który próbuje przekonać Łucję do złożenia informacji o Lewenie. Łucja jednak uprzedza komunistę o groźbie jego aresztowania przez policję. Mimo to policji udaje się aresztować Lewena i osadzić go w więzieniu.
Gdy wybucha II wojna światowa, Lewenowi udaje się opuścić więzienie i znaleźć schronienie u Łucji, której jeden z synów, Zenon, jedzie na przymusowe roboty do III Rzeszy. Łucja opiekuje się pozostałymi synami i udziela schronienia Lewenowi, ten zaś z wdzięczności udziela lekcje Klemensowi i jego dziewczynie Marcie oraz przyjacielowi obojga, Kogutowi. Pewnego dnia do mieszkania Łucji wkracza niemiecki żołnierz. Dostrzega ukrywającego się Lewena i próbuje go zastrzelić, jednak sam zostaje zabity przez Koguta. Następnie Klemens i Kogut biorą udział we wspólnej akcji, której celem jest sabotaż niemieckiej kawiarni. Podczas strzelaniny Kogut ponosi śmierć, a Klemens zostaje aresztowany przez Niemców. Udaje mu się jednak ocalić życie. Po wojnie Łucja wraz z synami z nadzieją patrzy na nowy ustrój polityczny. W trakcie pierwszomajowej defilady rozpoznaje Lewena wśród dygnitarzy i odnawia z nim przyjaźń. Władze komunistyczne jednak podejrzewają Klemensa o śmierć Koguta i domniemaną kolaborację z Niemcami. Wkrótce potem Klemens zostaje aresztowany. Choć na prośbę Łucji Lewen próbuje wstawić się za Klemensem, nie udaje mu się nic zrobić, gdyż doktor obawia się, że jego kariera legnie w gruzach. Tymczasem Marta, żona Klemensa i jego brat Stanisław potępiają go jako wroga ludu. Klemens zostaje poddany torturom, pod wpływem których przyznaje się do rzekomej kolaboracji z Niemcami. Tymczasem Stanisław staje się chuliganem i trafia do więzienia pod zarzutem obrabowania kiosku, a Zenon toczy spory ideowe z Romanem. W czasie pierwszomajowego święta zrozpaczona Łucja bezskutecznie próbuje dotrzeć do Bolesława Bieruta i wręczyć mu list z prośbą o interwencję. Po śmierci Józefa Stalina sytuacja polityczna staje się mniej napięta. Klemens odwołuje swoje zeznania, ale niedługo potem w wyniku więziennej głodówki umiera. Tymczasem Lewen rozważa sens swoich ideałów. Łucja Król, nie wiedząc jeszcze, że Klemens nie żyje, daremnie wyczekuje jego powrotu.

## Obsada
Źródło: FilmPolski.pl
- Magda Teresa Wójcik – Łucja Król

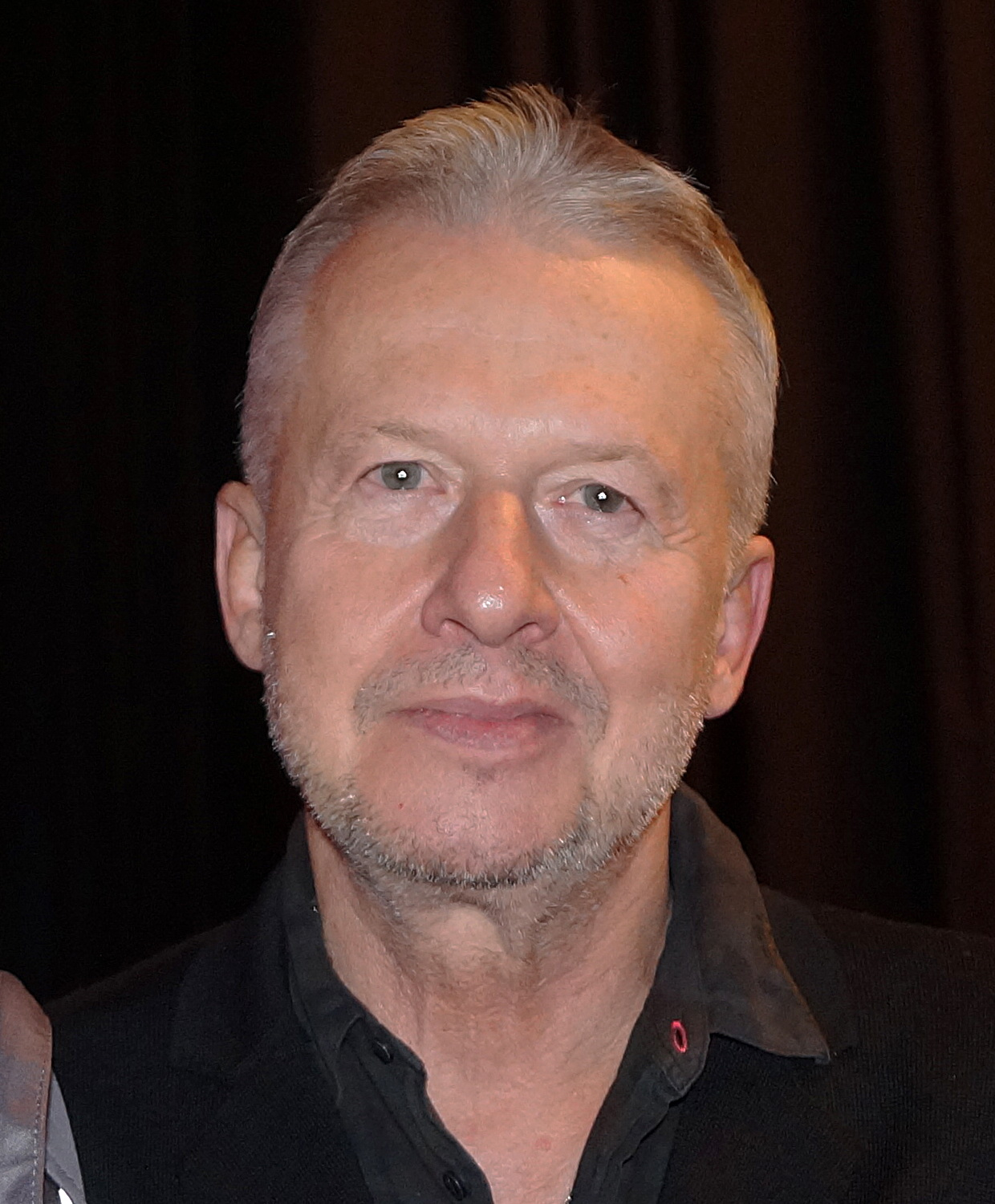
Bogusław Linda (2018), odtwórca roli Klemensa Króla

- Zbigniew Zapasiewicz – doktor Wiktor Lewen
- Franciszek Pieczka – węglarz Cyga
- Bogusław Linda – Klemens Król, syn Łucji
- Joanna Szczepkowska – Marta, żona Klemensa
- Michał Juszczakiewicz – Staś Król, syn Łucji
- Krzysztof Zaleski – Roman Król, syn Łucji
- Adam Ferency – Zenon Król, syn Łucji
- Henryk Bista – Grzegorz
- Marek Kępiński – sekretarz "Grzegorza"
- Andrzej Szenajch – volksdeutsch
- Andrzej Łągwa – milicjant
- Bogusław Sar – Hans Konig, pijany żołnierz niemiecki
- Bożena Stryjkówna – nauczycielka Stasia
- Bożena Miller – dziewczyna Stasia
- Michał Szewczyk – urzędnik w budynku PZPR
- Zbigniew Korepta – lekarz w szpitalu więziennym

## Produkcja

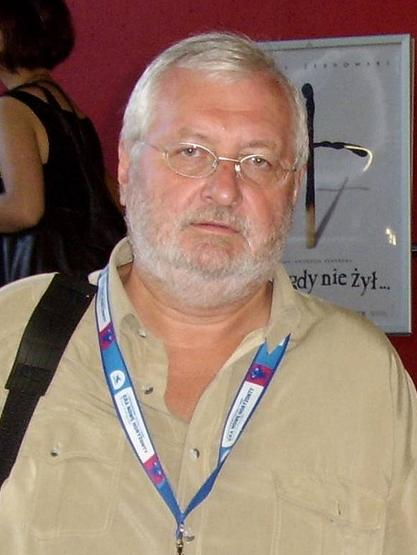
Janusz Zaorski (2007), reżyser filmu

Matka Królów powstała w Zespole Filmowym „X” pod kierownictwem artystycznym Andrzeja Wajdy. Reżyserem filmu był Janusz Zaorski, który zamierzał „pokazać fasadę systemu komunistycznego z jego językiem urzędowym i zderzyć ją z tym, co dzieje się na jego tyłach, jak żyją zwykli ludzie, którzy posługują się językiem prywatnym”. Jako materiał źródłowy dla swego scenariusza wybrał powieść Kazimierza Brandysa Matka Królów (1957), która powstała w krótkim okresie odwilży popaździernikowej, lecz ukazała się wówczas w ograniczonym nakładzie. Zaorski planował nakręcenie Matki Królów jeszcze na początku lat 70. XX wieku. W 1972 roku na podstawie powieści Brandysa reżyser napisał gotowy scenariusz, jednak do 1981 roku spotykał się z odmową rozpoczęcia zdjęć. Dopiero w 1981 roku, gdy na fali wydarzeń sierpniowych 1980 roku osłabła cenzura, scenariusz spotkał się z akceptacją, a prace rozpoczęto w listopadzie 1981 roku.
Celem Zaorskiego było zestawienie utopijnych ideałów komunizmu oraz drastycznych skutków realizacji tego systemu. Ponieważ reżyser był przekonany, że odtwarzający rolę Wiktora Zbigniew Zapasiewicz zagrał komunistę „świetnie”, skupił się na ćwiczeniu aktorskim Magdy Teresy Wójcik, dotychczas specjalizującej się w teatralnych monodramach. Zdjęcia do filmu kręcono w Łodzi, Sieradzu i Warszawie.
W trakcie prac nad filmem zarządzony został stan wojenny, w wyniku czego film Zaorskiego, już po ukończeniu, otrzymał pięcioletni zakaz rozpowszechniania. Matka Królów miała swoją spóźnioną premierę w marcu 1987 roku, zdobywając pięć statuetek na Festiwalu Polskich Filmów Fabularnych, w tym dla najlepszego filmu; równocześnie była doceniana za granicą, otrzymując między innymi Srebrnego Niedźwiedzia na 38. MFF w Berlinie.

## Odbiór
Jak relacjonował Aleksander Jackiewicz w 1987 roku, Matka Królów weszła początkowo na ekrany tylko jednego kina („Wars” w Warszawie), gdzie mimo to przez kilka miesięcy była wyświetlana „przy pełnej widowni”; Anna Tatarkiewicz spostrzegła jednak rzecz wręcz przeciwną, twierdząc, że widzowie filmu Zaorskiego zagłosowali na niego „nogami”.
Jackiewicz chwalił rolę Magdy Teresy Wójcik, uznając ją za „jedną z najznakomitszych ról w naszym kinie”, a także podkreślał grozę czasów stalinowskich dyktowaną przez „Wielką Nieufność, Wielki Lęk, Wielką Niesprawiedliwość”, która ma przełożenie na losy bohaterów. Michał Boni w recenzji dla „Kina” spostrzegał, że z seansu filmowego filmu Zaorskiego wychodzi się „ze ściśniętym gardłem i dojmującym poczuciem bezsilności”.
Marcin Kempisty z portalu Film.org.pl zauważył, że postać Łucji Król jest typowym przykładem pokutującego w polskiej literaturze i sztuce terminu „matka Polka”: „To ona jest w filmie centrum wszechświata, słońcem familijnej galaktyki, wokół którego kręcą się synowskie planety. [...] Łucja Król to archetypiczna Mater Dolorosa przeniesiona do polskich realiów, a jej życie utknęło w nierozerwalnym klinczu historii, polityki i tradycyjnie przypisanych kobiecie powinności wobec dzieci”. Tatarkiewicz natomiast skrytykowała postać Łucji Król jako osoby „głupiej”, która w relacjach z wieloma ludźmi okazuje się naiwna i wdaje się w niepotrzebne relacje miłosne z niewłaściwymi mężczyznami. Zdaniem Roberta Birkholca „konstrukcja postaci może po latach wydawać się nieco problematyczna”, jednak dzięki kreacji Wójcik oraz sprawnej reżyserii Matka Królów „do dziś pozostaje jednym z najlepszych polskich filmów o epoce stalinizmu”.